# Cazedarnes
Cazedarnes (okzitanisch: Casa d’Arnas) ist eine französische Gemeinde mit 640 Einwohnern (Stand: 1. Januar 2022) im Département Hérault in der Region Okzitanien (vor 2016: Languedoc-Roussillon). Sie gehört zum Arrondissement Béziers und zum Kanton Saint-Pons-de-Thomières. Die Einwohner werden Cazedarnais genannt.

## Geographie
Cazedarnes liegt etwa 17 Kilometer nordwestlich von Béziers am Fuß der südöstlichsten Ausläufer der Montagne Noire. Umgeben wird Cazedarnes von den Nachbargemeinden Cessenon-sur-Orb im Norden und Osten, Cazouls-lès-Béziers im Südosten, Puisserguier im Süden, Cébazan im Südwesten, Pierrerue im Westen sowie Prades-sur-Vernazobre im Nordwesten.

## Bevölkerungsentwicklung
| Jahr                       | 1962 | 1968 | 1975 | 1982 | 1990 | 1999 | 2006 | 2013 | 2020 |
| Einwohner                  | 389  | 353  | 284  | 300  | 329  | 394  | 452  | 575  | 619  |
| Quellen: Cassini und INSEE |      |      |      |      |      |      |      |      |      |

## Sehenswürdigkeiten
- Reste des römischen Oppidums
- visigotische Gräber
- Kirche Saint-Amand
- Prämonstratenserkloster Fontcaude, 1154 begründet, seit 1975 Monument historique

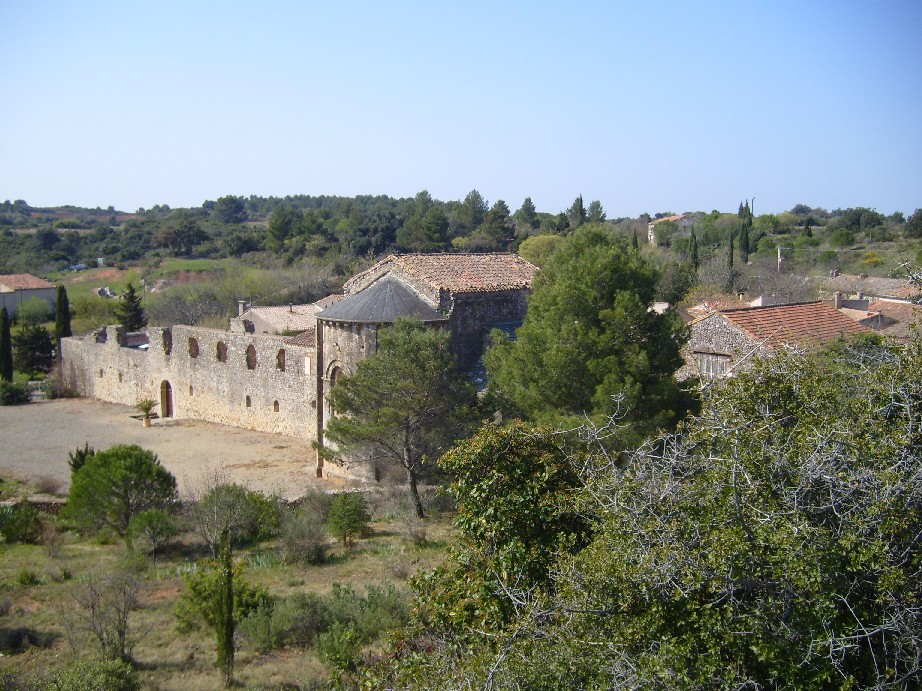
Kloster Fontcaude
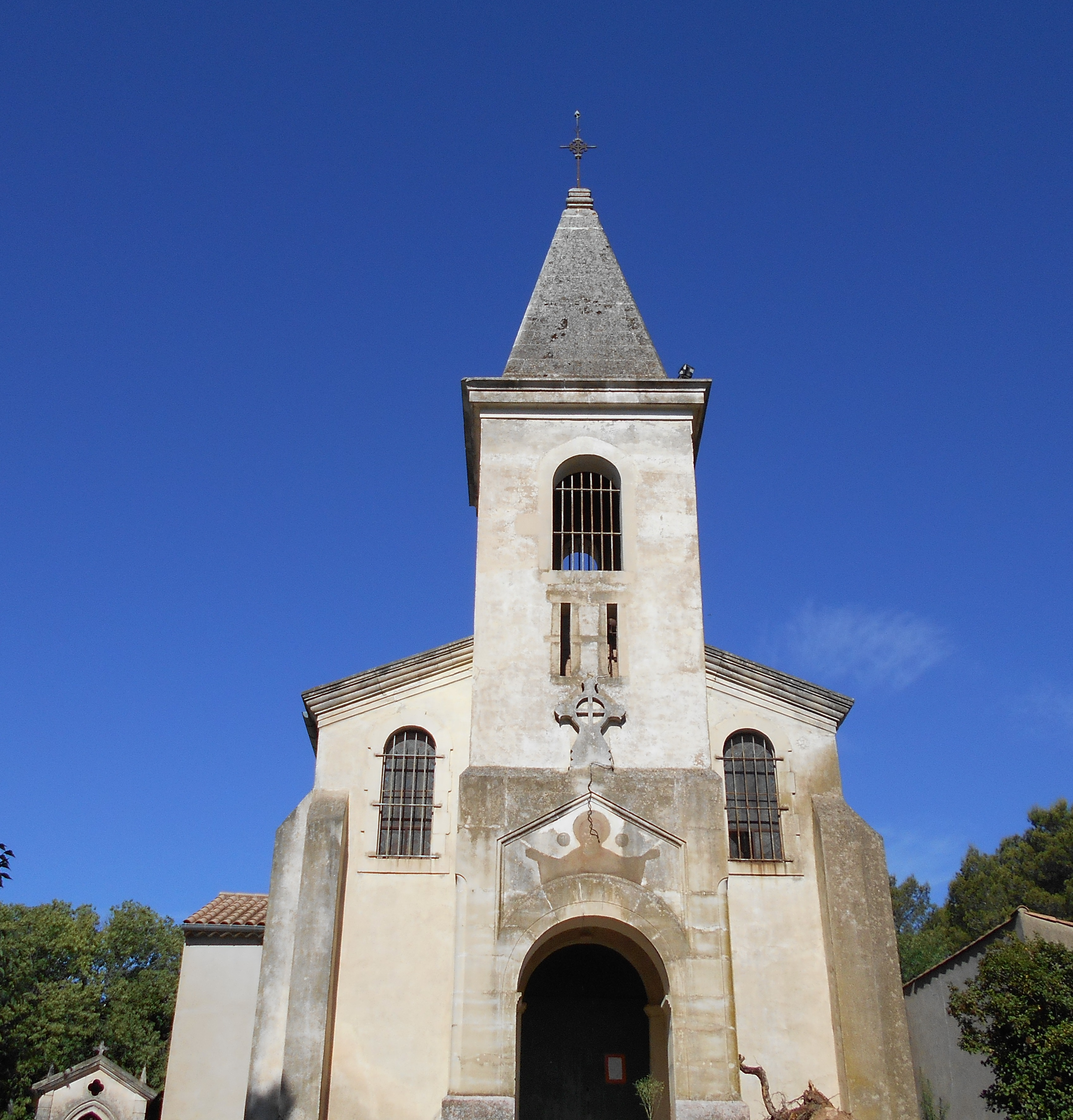
Kirche Saint-Amand
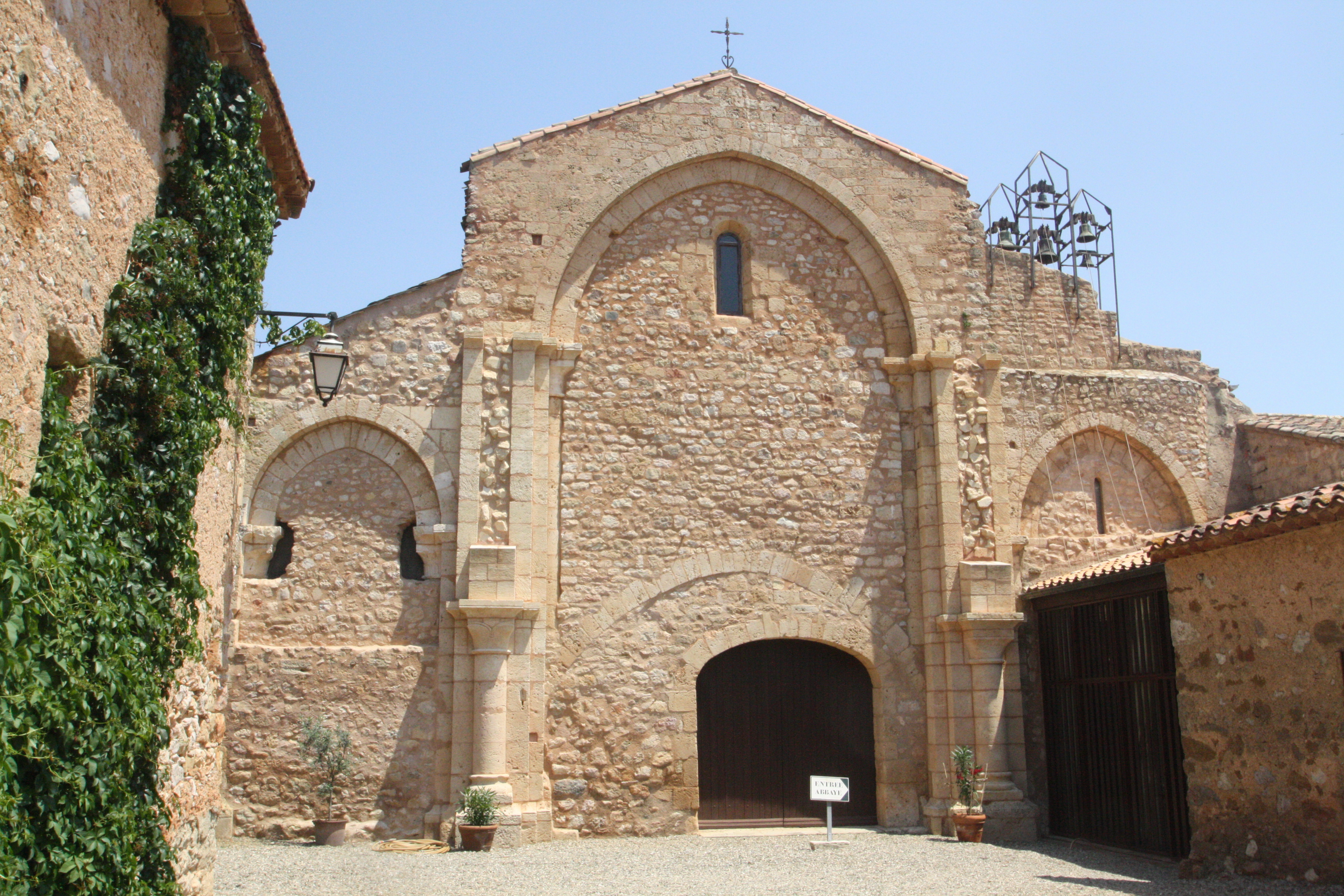
Klosterkirche
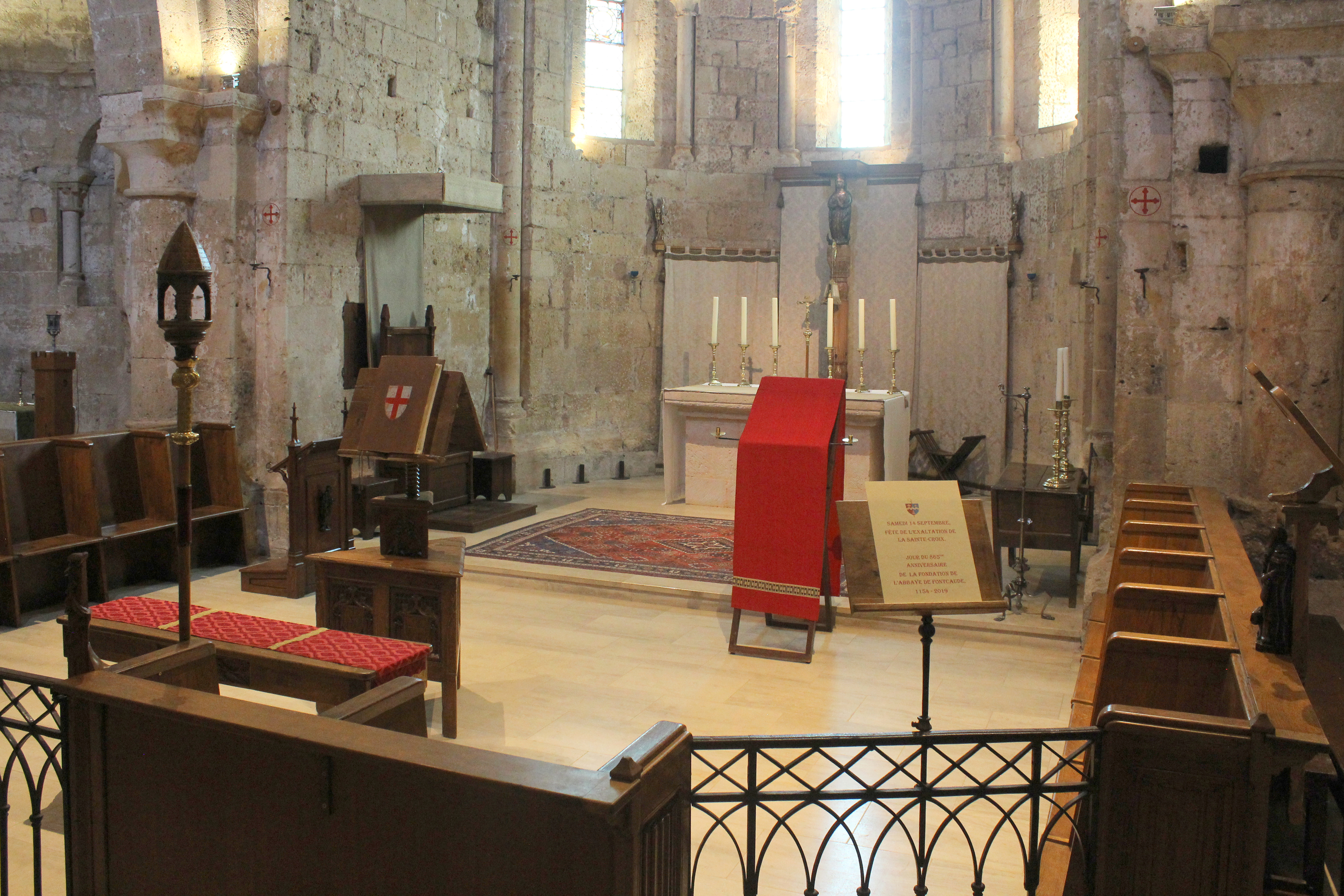
Chor, Kloster Fontcaude